# Pseudochirulus herbertensis
Il coda ad anello del fiume Herbert (Pseudochirulus herbertensis Collett, 1884) è un marsupiale arboricolo della famiglia degli Pseudocheiridi.

## Descrizione
Il coda ad anello del fiume Herbert presenta una colorazione nera con petto, ventre e parte superiore delle zampe anteriori bianchi. Generalmente i maschi presentano una colorazione bianca anche attorno allo scroto. Diversamente dagli adulti, dal mantello bruno-nerastro scuro, i giovani hanno un manto color marrone chiaro con strisce longitudinali su testa e sommità del dorso. Tra le altre caratteristiche fisiche ricordiamo un «naso romano» appuntito e un'iride di colore arancio-rosato. La lunghezza del corpo varia dai 301 mm (nelle femmine più piccole) ai 400 mm (nei maschi più grandi). La coda, prensile e affusolata all'estremità, misura 290-470 mm. Il peso si aggira sugli 800-1230 g nelle femmine e sugli 810-1530 g nei maschi.

## Biologia

### Alimentazione
Il coda ad anello del fiume Herbert si ciba prevalentemente di foglie, che hanno un elevato contenuto proteico. Nello specifico, prediligono le foglie del frassino rosa (Alphitonia petriei), ma non disdegnano quelle di Elaeocarpus ruminatus, Polyscias murrayi, Syzygium cormiflorum, Syzygium alliiligneum, Acmena resa, Eucalyptus acmenoides, Eucalyptus torelliana e di un rampicante, il Melodinus bacellianus. I coda ad anello hanno una dentatura selenodonte che consente loro di masticare efficientemente le foglie, così da facilitare la loro fermentazione da parte dei batteri ospitati nel grosso cieco e nel colon. Le foglie ingerite trascorrono molto tempo all'interno del tubo digerente dell'animale. Fino al completamento del processo di fermentazione, il contenuto del cieco viene espulso e reingerito. Le sostanze nutrienti contenute in queste «prime» feci vengono assorbite velocemente dall'intestino dell'animale.

### Comportamento
Il coda ad anello del fiume Herbert conduce vita notturna, ed esce fuori dalla tana poco dopo il tramonto per farvi ritorno 50-100 minuti prima dell'alba. Il periodo di attività consiste in un'ora circa di grooming seguita da alcune ore di ricerca del cibo. Durante queste attività un maschio accompagna le sue varie compagne, con le quali può condividere anche il nido durante le ore del giorno. Al di fuori della stagione degli amori, i maschi sono generalmente solitari. I coda ad anello del fiume Herbert costruiscono il proprio nido con strisce di corteccia. Il nido costituisce un punto di riposo per l'animale durante le ore diurne. Nel nido possono soggiornare un maschio e una femmina adulti, una femmina con i propri piccoli, o talvolta una coppia di femmine accompagnate dai piccoli. Solo molto raramente un nido ospita più di un maschio adulto alla volta. Generalmente i coda ad anello non occupano mai lo stesso nido per tutta la vita, ma lo cambiano da una stagione all'altra. Dopo aver occupato una nuova postazione, l'animale costruisce a partire da zero un nuovo nido o si limita a occupare il nido abbandonato da un abitante precedente. I nidi abbondonati sono quelli prediletti dalle femmine per lasciare i piccoli mentre vanno in cerca di cibo o riposano.

### Predazione
Una delle uniche minacce di predazione note per P. herbertensis sono i serpenti tappeto (Morelia carinatus). È ragionevole supporre che P. herbertensis sia preda dei predatori noti del suo stretto parente, P. peregrinus. Questi includono i potenti gufi (Ninox strema) e i gufi rossicci (Ninox rufa).

### Riproduzione
Il coda ad anello del fiume Herbert si riproduce generalmente ai primi dell'inverno e una seconda volta in estate. Sebbene il periodo di gestazione non sia noto, si ritiene che si aggiri sui 13 giorni, come in molte altre specie simili. Alcune femmine con i piccoli nel marsupio sono state viste anche in novembre. La maggior parte delle nidiate comprende da uno a tre piccoli (mediamente due). Le femmine rimpiazzano immediatamente i piccoli morti; sono in grado di dare alla luce due nidiate separate nel corso della stessa stagione riproduttiva.
Dopo aver abbandonato il marsupio materno, i piccoli coda ad anello continuano a nutrirsi di latte fino a febbraio. Sebbene non si conoscano dati specifici per Pseudochirulus herbertensis, in altre specie di Pseudochirulus i giovani lasciano il marsupio materno dopo 10 settimane. A questa età, le madri lasciano i piccoli nel nido mentre lei va in cerca di cibo o si riposa. All'età di 3-4 mesi, i giovani raggiungono la piena indipendenza e iniziano a mangiare foglie.

## Distribuzione e habitat
Il coda ad anello del fiume Herbert vive sul Tavolato di Atherton, nel Queensland. Una popolazione più piccola è presente nelle poche chiazze di foresta pluviale che ancora rimangono sul monte Lee, separato dalla popolazione principale dalla gola del fiume Herbert. Sul Tavolato di Atherton, circa il 23% della foresta pluviale è ormai scomparso, e la popolazione principale si è suddivisa in due sotto-popolazioni, rispettivamente sui monti Herberton e sui monti Hugh Nelson.
La specie si incontra prevalentemente nelle foreste pluviali più fitte. Talvolta si rinviene anche nelle foreste più aperte di Eucalyptus grandis che contornano il margine occidentale delle foreste pluviali nelle quali vive. È una creatura quasi esclusivamente arboricola, che scende raramente al suolo. Vive ad altitudini di circa 350 m.